# Saaremaa
Saaremaa (phát âm tiếng Phần Lan: [ˈsɑːremɑː]; tiếng Đan Mạch: Øsel; tiếng Đức: Ösel; tiếng Thụy Điển: Ösel; tiếng Latvia: Sāmsala; tiếng Ba Lan: Serama) là hòn đảo lớn nhất của Estonia với diện tích 2.673 km². Đây là đảo chính của quận Saare, đảo nằm tại biển Baltic, ở phía nam của đảo Hiiumaa, và thuộc quần đảo Tây Estonia. Thủ phủ của hòn đảo là Kuressaare với khoảng 15.000 cư dân; toàn bộ đảo có khoảng 31.000 cư dân.
Hòn đảo tạo thành hàng rào chính ngăn cách vịnh Riga và biển Baltic. Phía nam của đảo là lối đi chính vào vịnh, eo biển Irbe, sát bán đảo Sõrve, phần cực nam của hòn đảo. Vào thời Trung cổ, người dân hòn đảo băng qua eo biển để hình thành nên các làng chài ở trên bờ biển Livonia, đặc biệt là làng Pitrags. Trong những ngày đó, sẽ dễ dàng hơn và nhanh hơn nếu vượt qua eo biển để đến Kolka, Saunags hay Mazirbe gần đó, thay vì đi bằng ngựa với khoảng cách rất lớn. Điểm cao nhất trên đảo có cao độ 54 m so với mực nước biển. Một trong những nét đặc trưng gây chú ý của hòn đảo là hố Kaali. Nhiều phần trên đảo được rừng bao phủ. Một trong các biểu tượng của đảo là cây bách xù (Juniperus).
Hòn đảo được gọi là Saaremaa trong tiếng Estonia, và tên trong tiếng Phần Lan Saarenmaa — có nghĩa là "đất của hòn đảo nhỏ". Trong truyện saga Scandinavia cổ, Saaremaa được gọi là Eysysla và trong truyện saga Iceland là Eysýsla, cũng có nghĩa tương tự như trong tiếng Estonia: "vùng (vùng đất) của đảo". Chúng bắt nguồn từ tên gọi của đảo trong tiếng Đan Mạch Øsel, tiếng Đức và tiếng Thụy Điển, Ösel, tiếng Gotland Oysl, và trong tiếng Latin, Osilia. Tên gọi Eysysla đôi khi xuất hiện cùng với Adalsysla, "vùng đất lớn", có thể là 'Suuremaa' hoặc 'Suur Maa' trong tiếng Estonia, tức đề cập tới Estonia đất liền. Trong tiếng Latvia, hòn đảo được gọi là Sāmsala, có nghĩa là "hòn đảo của Saami".

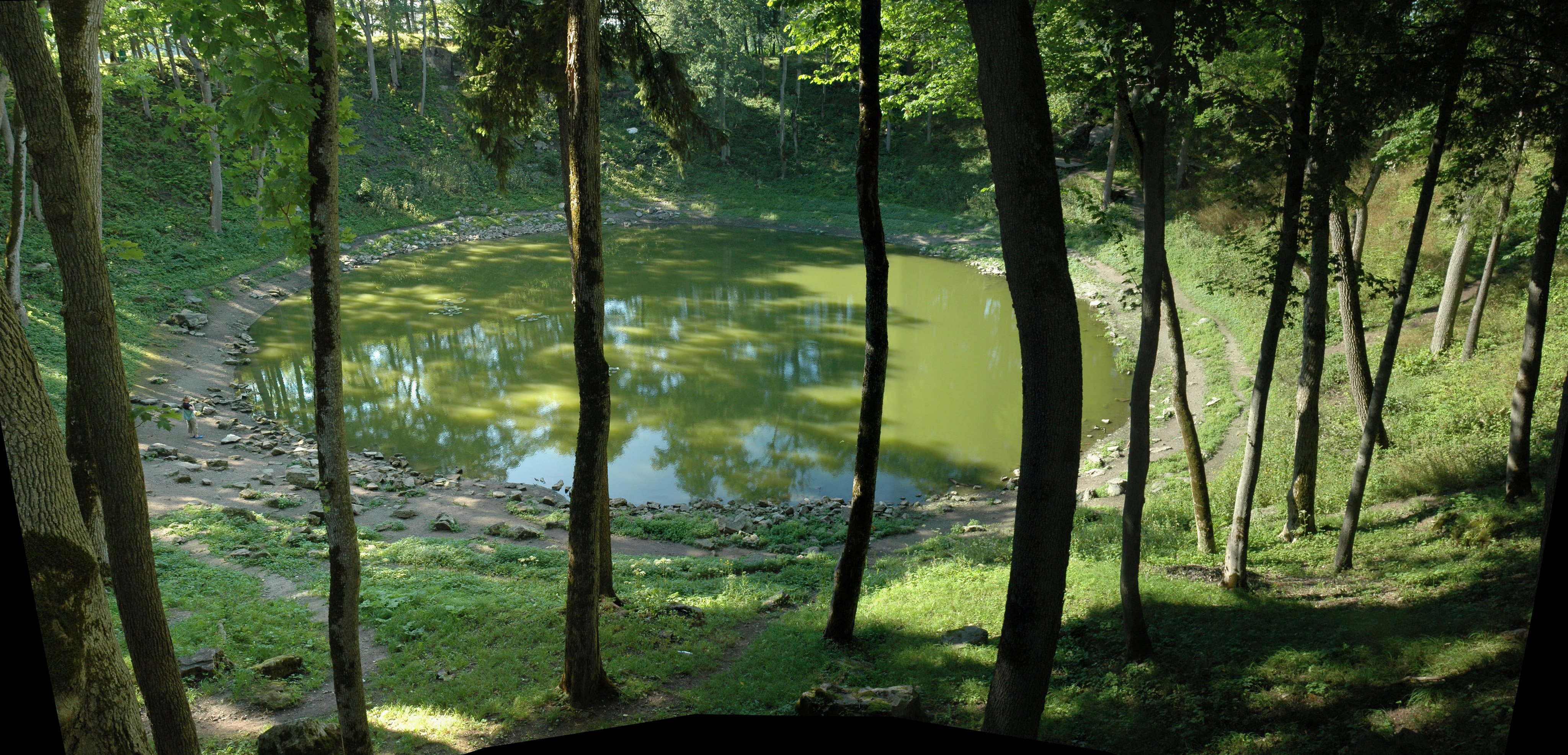
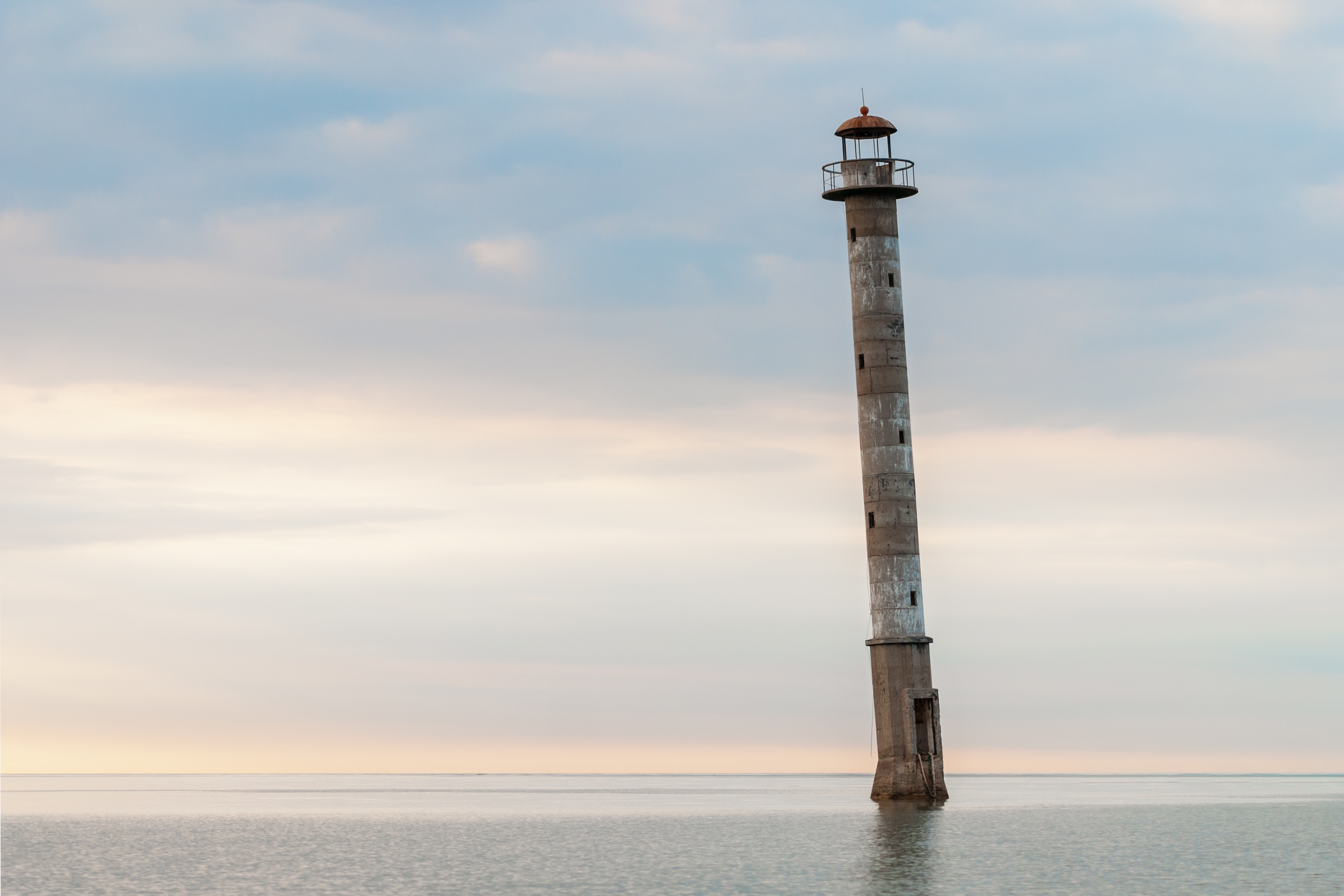
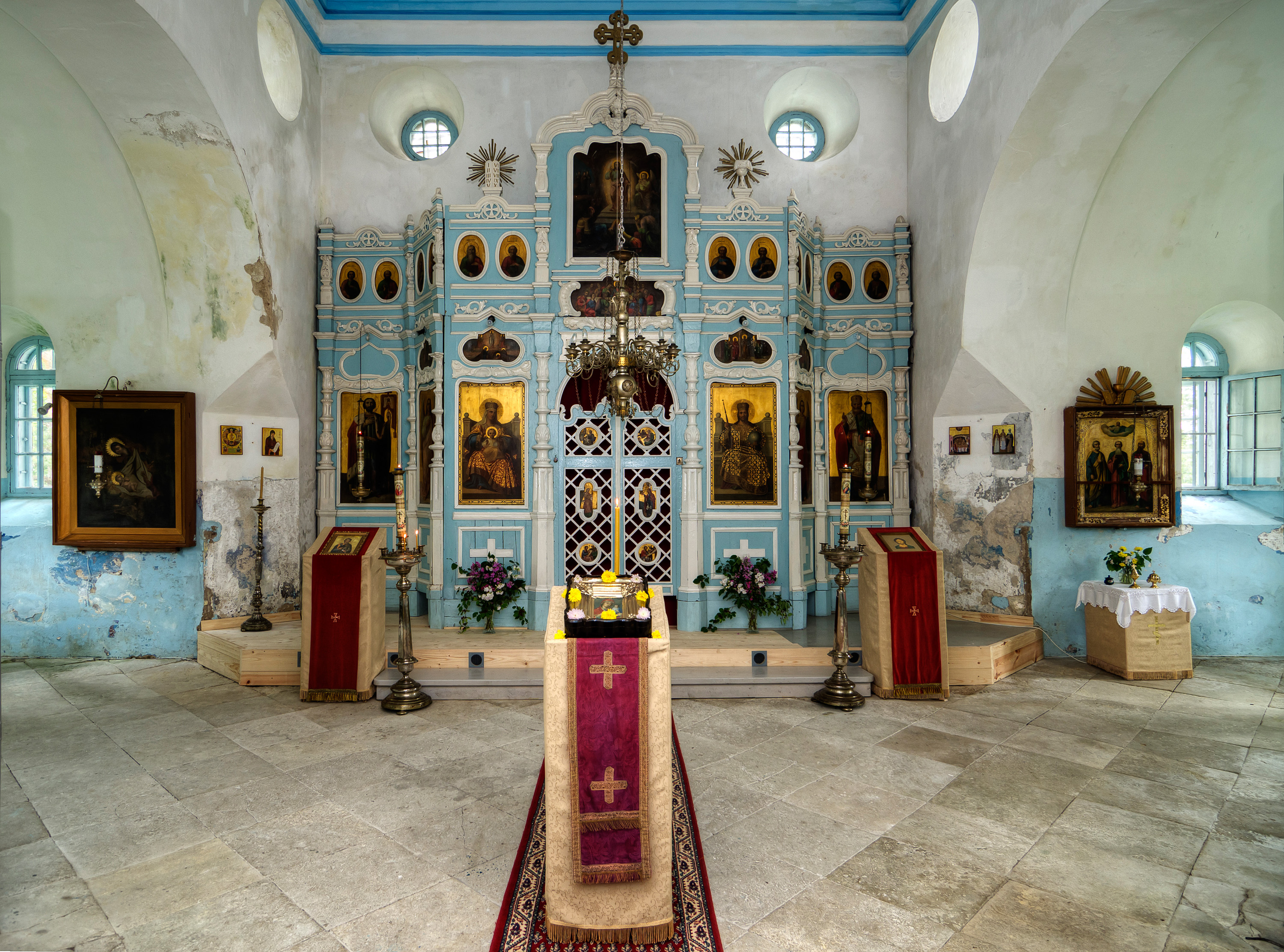
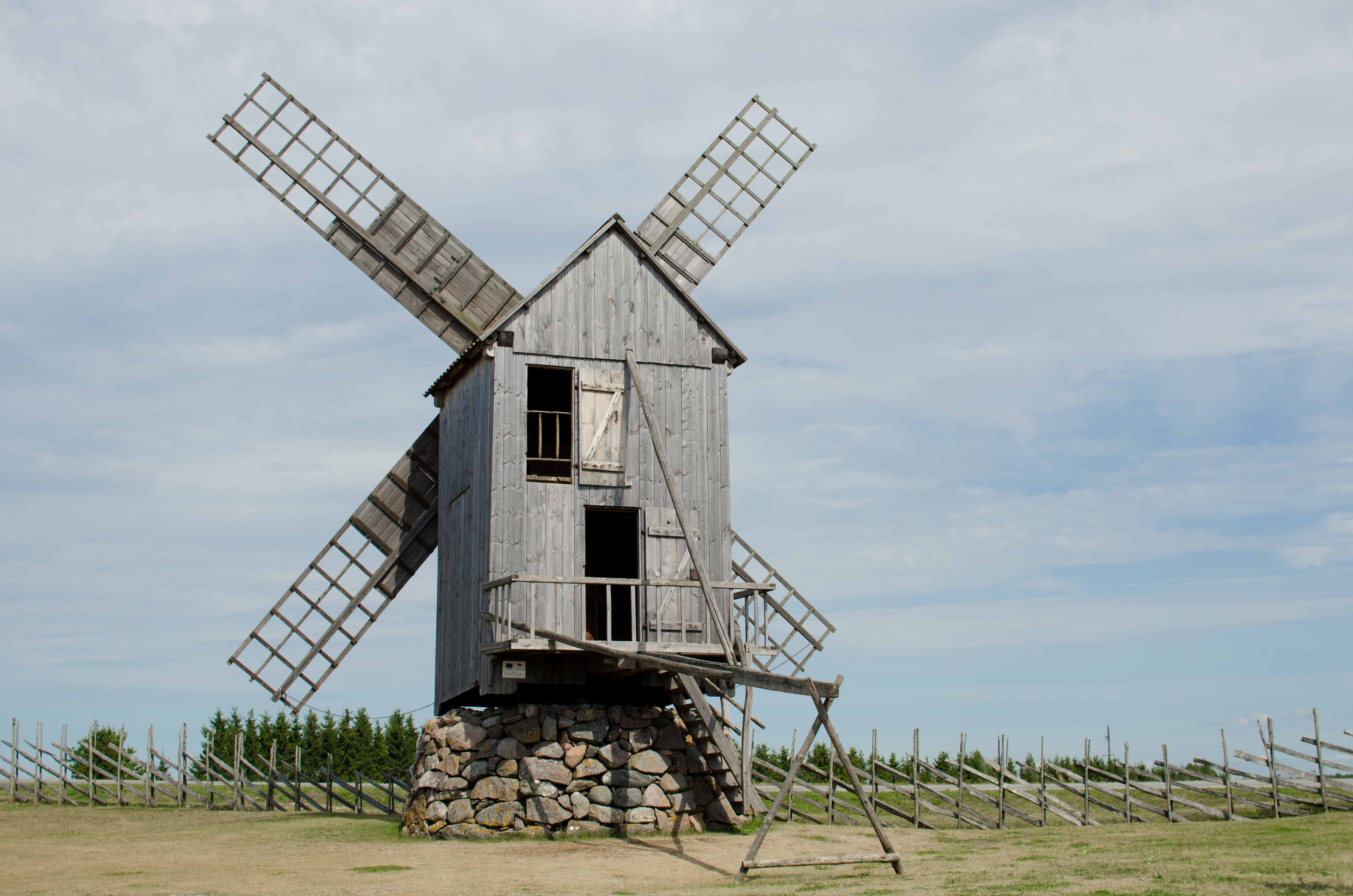
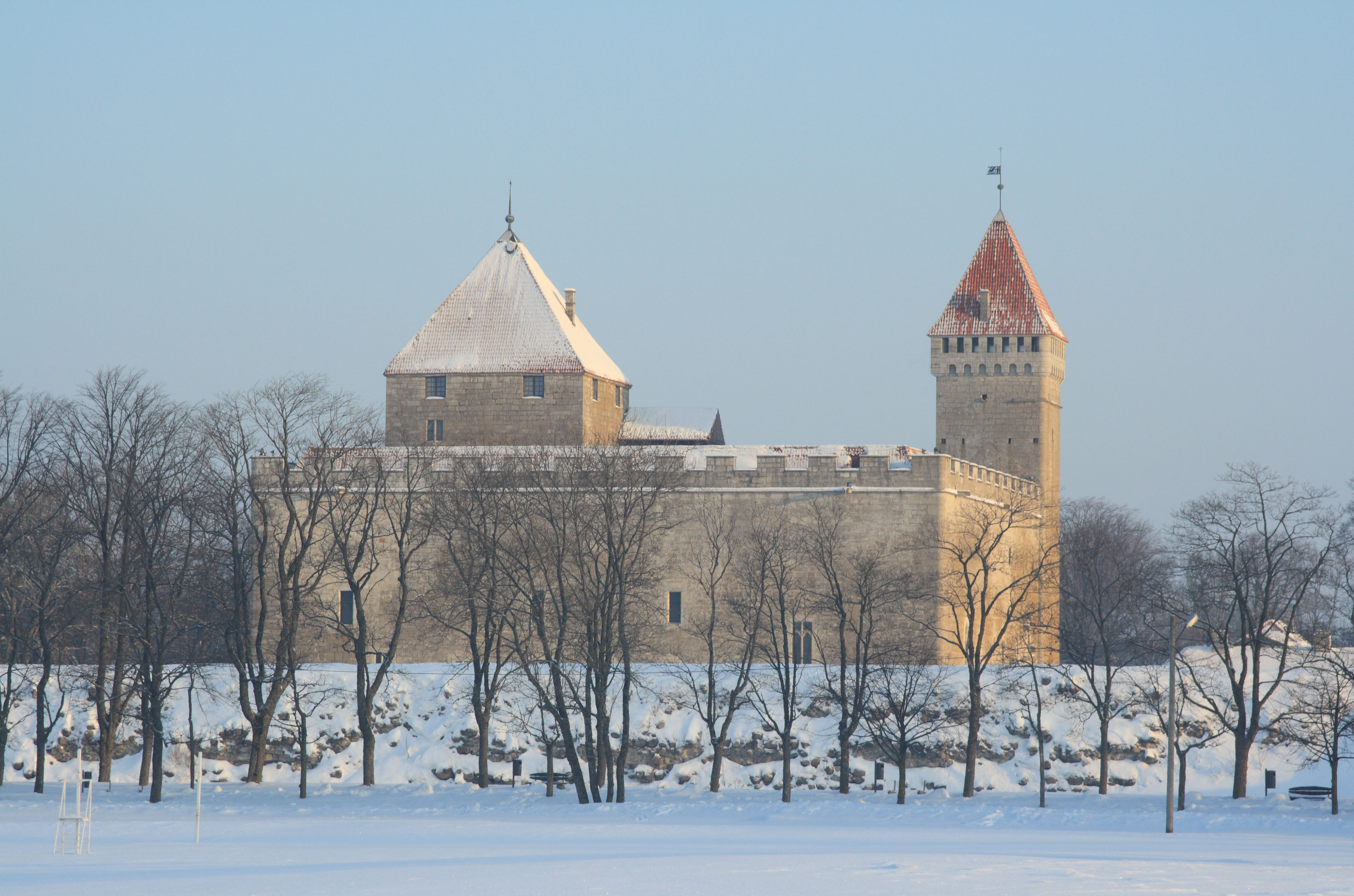
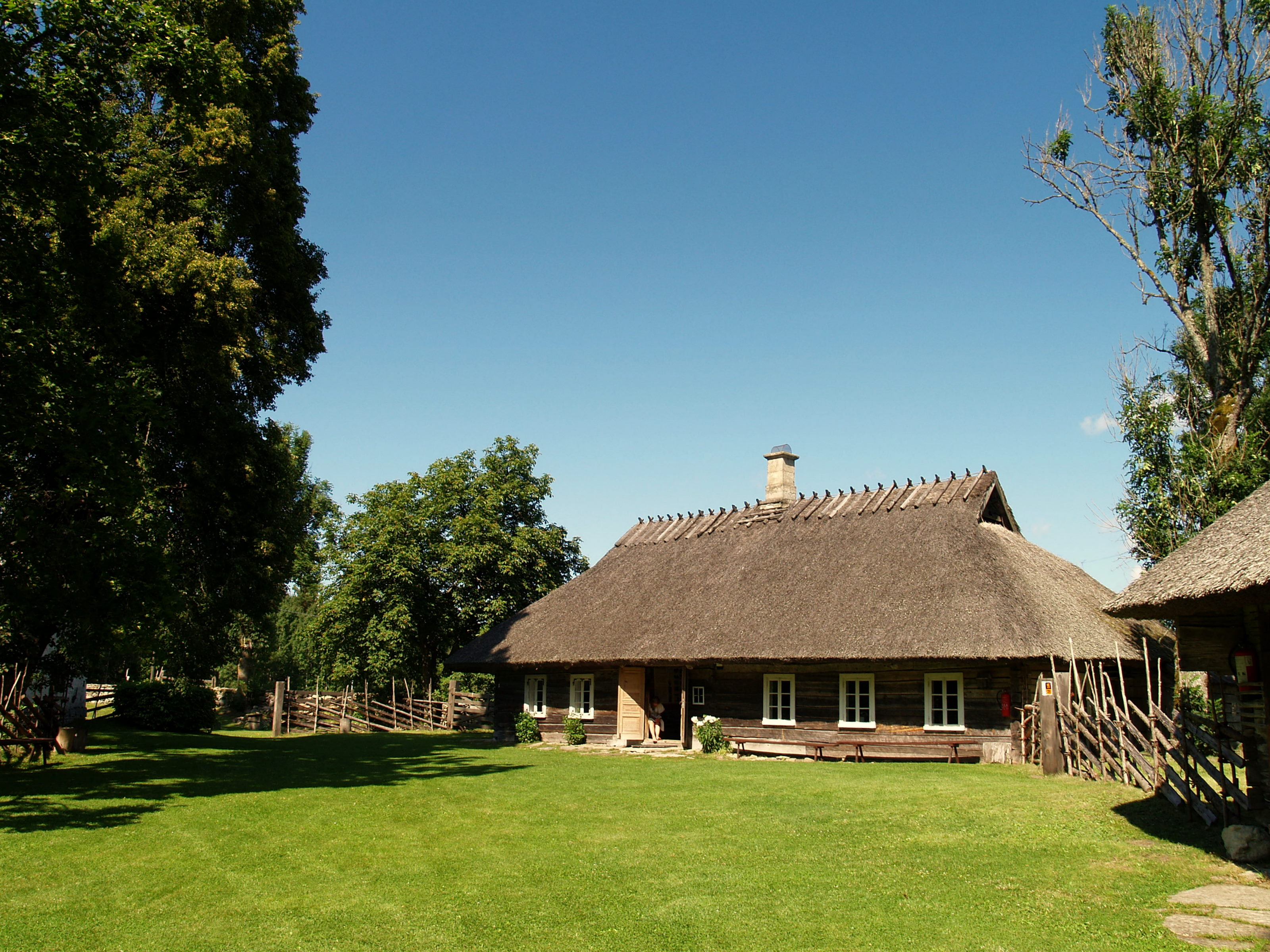
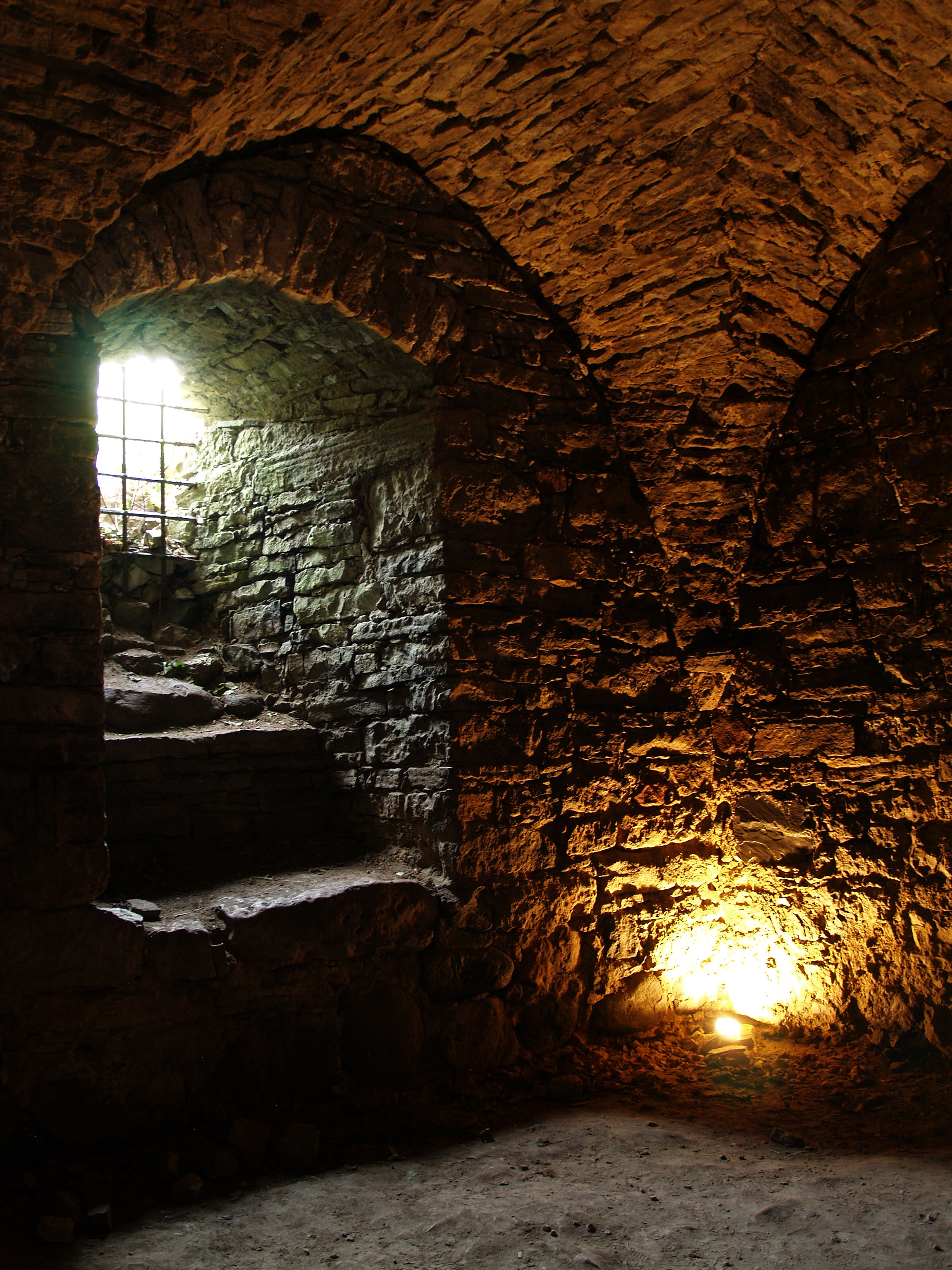
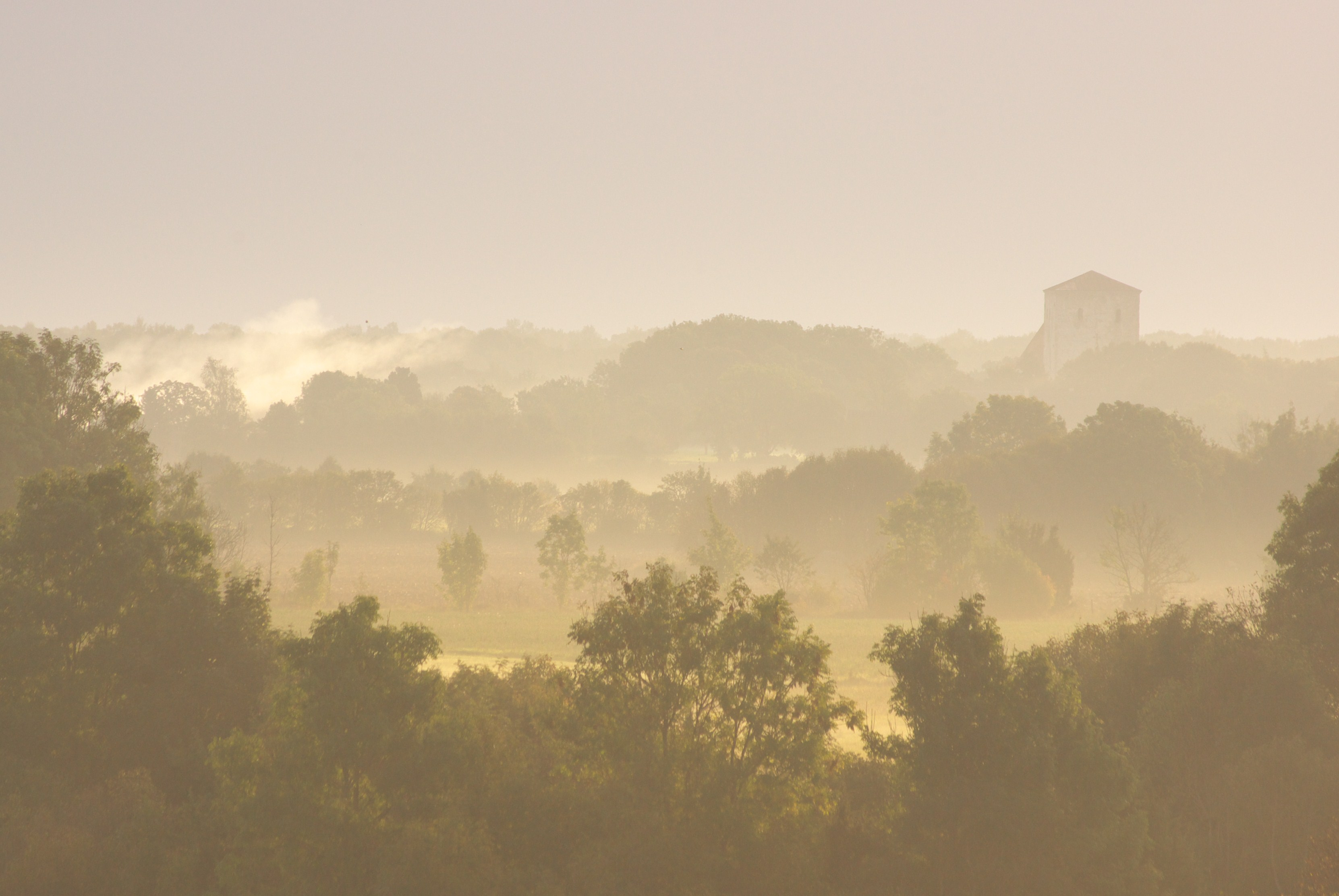